# 不競合阻害
不競合阻害（ふきょうごうそがい、英: Uncompetitive inhibition）、不競争阻害、不拮抗阻害は、酵素阻害剤が酵素と基質との間で形成される複合体（E-S複合体）にのみ結合する時に起こる。反競合阻害（英: anti-competitive inhibition）としても知られている。
不競合阻害には酵素-基質複合体が形成される必要があるが、非競合阻害は基質が存在しても存在しなくても起こりうる。

## 機構
このE-S複合体の有効濃度の減少は、ルシャトリエの原理によって酵素の基質に対する見かけの親和性を増加させ（Kmが低下する）、最大酵素活性 (Vmax) を低下させる。不競合阻害は基質濃度が高い時に最も良く機能する。不競合阻害剤は反応の基質と似ている必要はない。

## 数学的定義

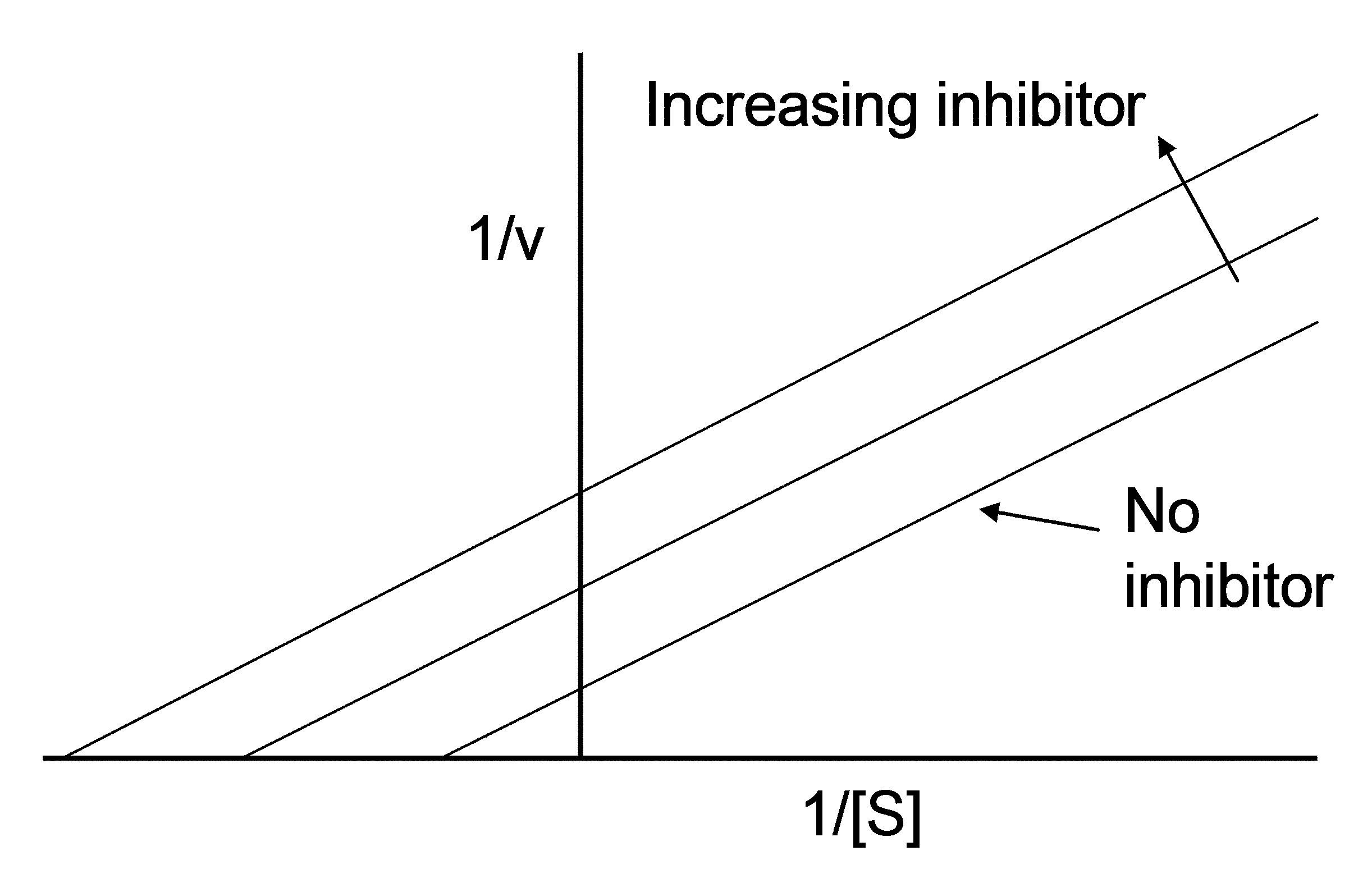
不競合阻害剤のラインウィーバー＝バークプロット。

ラインウィーバー＝バーク式はvを開始反応速度、Kmをミカエリス・メンテン定数、Vmaxを最大反応速度、[S] を基質濃度とすると、
{\displaystyle \ {\frac {1}{v}}={\frac {K_{m}}{V_{max}[S]}}+{1 \over V_{\max }}}
である。
不競合阻害剤に対するラインウィーバー＝バークプロットは元々の酵素-基質プロットと平行だが、阻害項{\displaystyle \ {\frac {[I]}{K_{i}}}}の存在によってy切片が大きくなった直線となる。
{\displaystyle \ {\frac {1}{v}}={\frac {K_{m}}{V_{max}[S]}}+{\frac {1+{\frac {[I]}{K_{i}}}}{V_{max}}}}
上式において、[I] は阻害剤の濃度、Kiは阻害剤を特徴付ける阻害定数である。